# ژان روش
ژان روش ((به فرانسوی: Jean Rouch)؛ ۳۱ مهٔ ۱۹۱۷ – ۱۸ فوریهٔ ۲۰۰۴) یک انسان‌شناس، کارگردان، و فیلم‌نامه‌نویس اهل فرانسه بود.
فیلم وقایع تابستانی اثر ژان روش آغازگر سینمای حقیقت جو است.سینما وریته را میتوان یک جنبش سینمایی تلقی کرد.در حقیقت ژان روش را میتوان تکامل دهنده را ورتوف دانست.زیرا او نیز در مکانهای مختلف به دنبال کشف واقعیت بود و سعی میکرد تا ظاهر رویدادها را کنار بزند و به درون آن نفوذ کند.واقعیت این است که کمبود امکانات دهه 1920 اجازه نمی داد تا ورتوف به آرزوی خود دست یابد اما پیشرفتهای فنی و تجهیزات و ابزار سینمایی دهه 1950 کمک موثری برای ژان روش گردید تا به سینما وریته دست یابد.
به نظر میرسد که فیلمهای ژان روش نمونه گرایشهایی است که موج نو را ارائه می کند.او میکوشد به جستجوی حقیقت بپردازد و تا آنجا که ممکنن است از دخالت فیلمساز در وقایع ممانعت به عمل آورد.تفاوت سبک او با شیوه ی ورتوف در این است که او به خودکاری (automatismus) چشم ثبت کننده اعتماد کمتری دارد و به بدیهه سازی گفتگو تاکید می ورزد و آن را تا حد هنری ارتقاء می بخشد.